# Reggio Emilia Challenger 2004
Il Reggio Emilia Challenger 2004 è stato un torneo di tennis facente parte della categoria ATP Challenger Series nell'ambito dell'ATP Challenger Series 2004. Il torneo si è giocato a Reggio Emilia in Italia dal 21 al 27 giugno 2004 su campi in terra rossa.

## Vincitori

### Singolare
Olivier Mutis ha battuto in finale  Philipp Kohlschreiber con il punteggio di 6–2, 0–6, 6–3

### Doppio
Tomas Behrend /  Tomas Tenconi hanno battuto in finale  Andreas Seppi /  Simone Vagnozzi con il punteggio di 6–4, 6–2